# Cykel (litteratur)
En cykel är en samling verk som alla har ett sammanhållet innehåll, även om de olika delarna kan vara fristående. De till exempel ha som gemensam nämnare att alla behandlar ett visst händelseförlopp eller en viss person: den numer huvudsakligen förlorade trojanska cykeln binds samman av såväl det trojanska kriget som Odysseus. De kan både vara skapelser av en enda upphovsman, som Honoré de Balzacs La Comédie humaine, eller samlingar av muntligen traderade verk, som Völsungacykeln. 